# 14439 Evermeersch
A 14439 Evermeersch (korábbi nevén 1992 RE2) a Naprendszer kisbolygóövében található aszteroida. Eric Walter Elst fedezte fel 1992. szeptember 2-án.
A bolygót Etienne Vermeersch (1934–2019) belga filozófusról nevezték el.

## Kapcsolódó szócikk
- Kisbolygók listája (14001–14500)